# Schierling
Schierling è un comune tedesco di 7 200 abitanti, situato nel land della Baviera.

## Storia
Nel villaggio di Eckmühl (o Eggmühl), oggi parte del territorio comunale di Schierling, si svolse, tra il 21 ed il 22 aprile 1809, durante la guerra della quinta coalizione, una violenta battaglia fra le truppe napoleoniche, comandate dallo stesso imperatore, e quelle austriache, al comando dell'arciduca Carlo, che si concluse con la vittoria dei francesi.